# Чокобо
Чокобо (яп. チョコボ тёкобо) — вымышленные существа из франшизы Final Fantasy от компании Square (в настоящее время после объединения с Enix известной как Square Enix), представляющие собой курообразных птиц, как правило, с жёлтыми перьями. Они дебютировали в японской ролевой игре Final Fantasy II в 1988 году, после чего регулярно фигурировали в различных проектах игровой серии, обычно в качестве средства передвижения. Во многих играх франшизы чокобо и связанные с ними персонажи играли важные роли в повествовании, в частности, в Final Fantasy V и Final Fantasy XIII. Также чокобо являются протагонистами одноимённой серии спин-оффов.
Чокобо придумал художник и геймдизайнер Коити Исии; источником вдохновения для него послужил случай из детства, когда он присматривал за цыплёнком. В Final Fantasy III представитель этого вида должен был стать частью трио персонажей-талисманов, наряду с муглом, однако их количество было сокращено до двух. По мере выхода игр франшизы дизайн чокобо неоднократно менялся. Также эти птицы появлялись в других компьютерных играх за пределами серии Final Fantasy. Чокобо считаются одними из самых любимых и узнаваемых символов франшизы.

## Создание
Чокобо были созданы в 1988 году геймдизайнером Final Fantasy II Коити Исии, который вдохновлялся произошедшим с ним в детстве случаем: на ярмарке он приобрёл цыплёнка и сильно привязался к нему, однако через какое-то время его родители решили, что больше не смогут заботиться о питомце, и отдали птенца разводившему кур соседу. Эта новость очень расстроила Исии, и он сохранил воспоминание о цыплёнке на всю оставшуюся жизнь. Во время разработки Final Fantasy художник хотел добавить в игру персонажа-компаньона. Он намеревался создать существо, которое, несмотря на отсутствие дара речи, смогло бы сформировать с игроком эмпатическую связь. За основу Исии взял внешность цыплёнка во время промежуточной стадии развития — до превращения во взрослую особь. Своё название чокобо получили в честь одноимённых японских шоколадных шариков от компании Morinaga & Company.
Первые наброски дизайна чокобо Исии нарисовал за десять минут во время обеденного перерыва. Он задумывал птицу как постоянного спутника, с которым игрок будет взаимодействовать по аналогии с тем, как это делал главный герой манги Kōya no Shōnen Isamu со своей лошадью. Изначально создатель серии Final Fantasy Хиронобу Сакагути отклонил идею Исии, однако в конечном итоге переосмыслил своё решение и добавил чокобо в FFII в качестве кратко появляющихся ездовых животных. Геймдизайнер был недоволен сокращением роли птиц не только в этой части, но и в следующей. По этой причине он добавил чокобо в Final Fantasy Adventure, первый проект франшизы, в котором имел творческий контроль. Именно эту версию Исии позиционировал как оригинальную, послужившую основой для представителей этого вида в следующих играх. По первоначальной задумке чокобо общались с помощью движений тела, после чего был придуман их фирменный звук «кве». Чокобо должен был стать одним из трёх персонажей-талисманов наряду с муглом и третьим животным, однако последнее в конечном итоге в игре так и не появилось.
Хотя Исии не ожидал возвращения чокобо в следующих играх Final Fantasy, эти существа полюбились фанатам серии, в результате чего стали её неотъемлемой частью. Их дизайн менялся в зависимости от сеттинга игр: например, в Final Fantasy XV были показаны более реалистичные птицы, с сохранением отличительных элементов внешности. Изначально креативный директор Final Fantasy XVI не планировал включать их в повествование, однако протесты других разработчиков побудили его изменить решение. Во вступительной части Final Fantasy Type-0 убийство чокобо задало более мрачный тон игры. Для Final Fantasy II композитор Нобуо Уэмацу также написал фирменную музыкальную тему этих существ, ремиксы которой использовались в других проектах Final Fantasy.
Наиболее известная версия чокобо появилась в одноимённой серии спин-оффов, где главным героем является самец этого вида.  Художник Тосиюки Итахана изобразил их более милыми, чтобы те лучше вписались в сеттинг игры и приобрели большую популярность, чем предыдущие «прилизанные» версии. Также он разработал версии птиц, которые носили одежду героев игр Final Fantasy. Художник Ёситака Амано создал дизайн чокобо-призыва для Final Fantasy III, который сильно отличался от привычного образа. Хотя для итогового спрайта был сохранён классический дизайн птицы, в нём использовались цвета из арта Амано. Из-за своей загруженности на тот момент художник не запомнил свой дизайн чокобо.

## Появления
В играх серии Final Fantasy чокобо изображаются как курообразные птицы, как правило, с жёлтыми перьями, хотя встречаются разновидности с другими окрасами. Обычно они выполняют роль ездовых животных, которые облегчают передвижение героев по игровому миру. В Final Fantasy VII значимость чокобо увеличилась за счёт появления гоночной мини-игры с их участием, а также придания статуса существа-призыва. Также они фигурировали в других медиа по мотивам франшизы, в частности, в анимационном фильме «Последняя фантазия: Духи внутри». В нескольких спин-оффах, включая Final Fantasy Tactics и Final Fantasy XIII-2, чокобо являются игровыми и вспомогательными персонажами. В многопользовательских играх Final Fantasy XI и XIV игроки могут не только использовать чокобо как средства передвижения, но и приручить их в качестве домашних животных.
У некоторых чокобо есть имена и значимая роль в сюжете. Первым из них стал Боко из Final Fantasy V, который сопровождает главного героя Барца в его странствиях. Эта интерпретация понравилась Исии, который заявил, что разработчики игры разделили его намерения относительно увеличения влияния птиц. Также Боко упоминается в Final Fantasy IX. Другим известным представителем этого вида стала Чоколина из Final Fantasy XIII, а также её сиквелов XIII-2 и Lightning Returns. Изначально она показана птенцом, которого приобрёл персонаж Саж Катцрой в качестве домашнего питомца, после чего богиня Этро даровала ей способность принимать человеческий облик; в игре Чоколина является торговцем и квестодателем. Ранее разработчики планировали задействовать птенца в сражениях, но в конечном итоге отказались от этой идеи. Призыв Один, который служит главной героине FFXIII Лайтнинг, принимает форму чокобо во время событий Lightning Returns, причём у Лайтнинг есть возможность прокатиться на нём в одной из игровых зон; таким образом создатели хотели укрепить эмпатическую связь между героиней и Одином. Боко, Чоколина и другие связанные с чокобо персонажи фигурируют в World of Final Fantasy.
Чокобо появляются в одноимённой серии спин-оффов. Начиная с игры 1997 года Chocobo’s Mysterious Dungeon в рамках серии было выпущено свыше 20 проектов на различных консолях и платформах. Несмотря на большое количество игр по сравнению с другими подсериями Final Fantasy, немногие из них были изданы за пределами Японии. В Final Fantasy XIV присутствует чокобо по имени Альфа, стилизованная под дизайн Итаханы; в сюжетной линии с её участием также фигурирует Омега, что отсылает на противостояние птиц с этим монстром в рамках подсерии Chocobo.
Также чокобо эпизодически появлялись в других проектах Square Enix: Tobal 2, Legend of Mana и Dragon Quest X. За пределами игр компании они присутствовали в Everybody’s Golf и Assassin’s Creed Origins в рамках кроссовера с Final Fantasy XV. С изображением этих птиц выпускались различные товары, в том числе резиновые уточки, плюшевые игрушки и кофейные кружки. В рамках продвижения Chocobo Tales под брендом Square Enix в продажу поступил костюм чокобо.

## Восприятие
Чокобо являются одним из самых любимых и узнаваемых элементов франшизы Final Fantasy. В статье об игровой серии для издания Retro Gamer Сэмюел Робертс заявил, что чокобо обрели культовый статус после дебюта в Final Fantasy II. Рецензент The Escapist Энтони Джон Анджелло назвал чокобо очаровательными персонажами как основной серии Final Fantasy, так и её спин-оффов и медиа по мотивам. В статье для The Guardian чокобо заняли 9-е место в рейтинге 18 персонажей-животных в компьютерных играх.
В 2008 году редакция журнала Joystiq поместила Боко на 20-е место среди самых желанных персонажей для файтинга Dissidia: Final Fantasy. В 2007 году представители IGN упомянули чокобо среди потенциальных персонажей Square Enix, которые могли бы появиться в серии Super Smash Bros., и сравнили их со Слизью из Dragon Quest; также они заявили, что чокобо могли бы стать отличными врагами для Йоши.